# Prvo obleganje Dunaja
Obleganje Dunaja leta 1529 je bil prvi poskus Osmanskega cesarstva, da osvoji habsburško prestolnico Dunaj.  
Po bitki pri Mohaču leta 1526, v kateri je umrl ogrsko-hrvaški in češki kralj Ludvik II. Jagelo, se je začela vojna za ogrsko krono med avstrijskim habsburškim nadvojvodom Ferdinandom I. Habsburškim in Ivanom Zapoljo, ki ga je podpiralo Osmansko cesarstvo. Osmanski napad na Dunaj je bil del njihovega posredovanja v ogrskem konfliktu, katerega namen je bil vsaj kratkoročno zagotoviti Zapolji položaj ogrskega vladarja. Mnenja zgodovinarjev o osmanskih dolgoročnih ciljih in zlasti o motivih za izbiro Dunaja kot cilja kampanje, so različna. Neuspešno obleganje je pomenilo začetek 150 let dolgega obdobja napetosti in vzajemnih napadov, ki so doživeli vrhunec v drugem obleganju Dunaja leta 1683.
Nekateri zgodovinarji menijo, de je bil glavni cilj Sulejmanove kampanje leta 1529 vzpostaviti osmansko oblast nad celo Ogrsko, vključno z  njenim zahodnim delom (Kraljeva Ogrska), ki je bila pod oblastjo Habsburžanov. Sulejmanova odločitev, da po dolgem vojnem pohodu napade Dunaj, naj bi bil oportunističen manever po prepričljivi zmagi na Ogrskem. Drugi zgodovinarji menijo, da je bilo obleganje predigra načrtovane invazije na Evropo.

## Ozadje
Avgust 1526 je sultan Sulejman I. v bitki pri Mohaču odločilno premagal vojsko ogrskega kralja Ludvika II., kar je Osmanom utrlo pot na Ogrsko. Ludvik II., ki je v bitki padel,  ni imel otrok. Izpraznjeni ogrski prestol je kot Ludvikov svak zahteval avstrijski nadvojvoda Ferdinand I., brat Karla V., cesarja Svetega rimskega cesarstva. Ferdinanda so za kraja priznali samo v zahodnem delu Ogrske. Na vzhodu Ogrske je iz Transilvanije vladal njegov tekmec Ivan Zapolja, katerega je za kralja priznal Sulejman I. v zameno za njegovo sprejetje položaja vazala Osmanskega cesarstva. Ogrska je bila do leta 1700 razdeljena na zahodno Kraljevo Ogrsko in vzhodno Osmansko Ogrsko.
Na zasedanju Ogrskega parlamenta v Pužunu (zdaj Bratislava, Slovaška) 26. oktobra 1526 so razglasili Ferdinanda I. za kralja Kraljeve Ogrske. Zakonska osnova za njegovo razglasitev je bil sporazum med Ferdinandom in Ludvikovo družino, potrjen s Ferdinandovo poroko z Ludvikovo sestro Ano in Ludvikovo poroko  s Ferdinandovo sestro Marijo. 
Ferdinand se je odločil uveljaviti svojo zahtevo do cele Ogrske in leta 1527 zasedel Budim. Obdržal ga je samo do leta 1529, ko je v osmanskem protinapadu izgubil vse ozemeljske pridobitve na Ogrskem.

## Predigra

### Osmanska vojska
Spomladi 1529 je Sulejman v osmanski Bolgariji zbral veliko vojsko, da bi osvojil celo in zmanjšal grožnjo, ki sta jo na njegovih novih mejah predstavljala Ferdinand I. in Sveto rimsko cesarstvo. Ocene velikosti Sulejmanove vojske so zelo različne. Različni kronisti omenjajo števila od  120.000 do več kot 300.000 mož. Osmanska vojska je imela poleg številnih enot elitne osmanske konjenice (spahije) in več tisoč janičarjev tudi kontingent iz Moldavije in srbske odpadnike iz vojske Ivana Zapolje. Vrhovni poveljnik vojske je bil Sulejman I., ki je osebno vodil svojo vojsko. Aprila 1529 je za seraskerja (vrhovnega poveljnika) z vsemi pooblastili za poveljevanje v sultanovem imenu imenoval svojega velikega vezirja (ministrskega predsednika), nekdanjega grškega sužnja Pargali Ibrahim Pašo.
Pohod se je začel 10. maja 1529 in se od samega začetka soočal  s številnimi ovirami. Spomladansko deževje, značilno za jugovzhodno Evropo in Balkan, je bilo tisto leto še posebej močno. V Bolgariji  so bile poplave, zaradi katerih so bili deli poti, ki jih je uporabljala vojska, komajda prehodni. Številni topovi velikega kalibra in topniška oprema so bili brezupno umazani ali uničeni in Sulejmanu ni preostalo drugega, kot da jih pusti za seboj. Vojska je izgubila tudi veliko kamel, pripeljanih iz vzhodnih provinc cesarstva, nevajenih težkih razmer. Med janičarji se je pogosto pojavila bolezen, ki je zahtevala veliko življenj.
Suleiman je 6. avgusta prispel v Osijek. 18. avgusta je prišel do Mohača, kjer ga je čakala Zapoljeva konjenica. Zapolja je sultanu pomagal osvojiti več trdnjav, izgubljenih po bitki pri Mohaču, vključno z Budimom, ki je padel 8. septembra. Vojska je na večji odpor naletela samo v Požunu, ki ga je napadla osmanska donavska flota.

### Priprave na obrambo
Med osmanskim približevanjem  Dunaju se je mestno prebivalstvo pripravljalo na obrambo. Branilci so bili meščani,  lokalni zemljiški posestniki in kmetje. Podprli so jih različni evropski najemniki – nemški landsknehti in španski mušketirji, ki jih je poslal Karel V.
Vodstvo obrambe je prevzel hofmeister  Viljem von Roggendorf, operativno poveljstvo pa je bilo zaupano sedemdesetletnemu nemškemu plačancu, grofu  Nikolasu Salmu, ki se je odlikoval v bitki pri Paviji leta 1525. Salm je prišel na Dunaj na čelu vojske plačancev in se lotil utrjevanja tristo let starega obzidja, ki je obdajalo stolnico svetega Štefana. Svoj sedež je imel v bližini katedrale. Blokiral je štiri mestna vrata in okrepil obzidje, ki ponekod ni bilo debelo več kot šest metrov, in postavil zemeljske bastione in notranji zemeljski okop. Da bi očistil prostor za obrambo, je ukazal podreti in zravnati več zgradb.
Za posamezne odseke obrambe so bili zadolženi
- Filip von der Pfalz
- Eck von Reschach
- Abell von Hollenegg
- Ulrih Leisser
- Leonard Fel
- Rupreht Ebersdorf in
- Hans von Handegg

## Obleganje
Ko je prišla osmanska vojska konec septembra do Dunaja, je bila zaradi dolgega pohoda precej osiromašena. Manjkal ji je del kamel z opremo in del težkega topništva.  Številne osmanske enote so bile po dolgem pohodu  v slabem vremenu v slabem zdravstvenem stanju. Tretjino vojaštva, sposobnega za napad, je  tvorila lahka konjenica (spahije), ki ni bila primerna za obleganje. Sultan je poslal v mesto tri razkošno 
oblečene avstrijske ujetnike, da bi se pogajali o predaji mesta. Salm mu je namesto odgovora poslal tri razkošno oblečene muslimane.
Ko je zasedla svoje položaje, je avstrijski garnizon z več izpadi prekinil kopanje in miniranje rovov pod mestnim obzidjem. V enem od izpadov bi branilci skoraj ujeli Ibrahim Pašo. Branilci so odkrili in razstrelili več rovov pod mestnim obzidjem in 6. oktobra z 8.000 možmi napadli osmanske kopače rovov. Na povratku so zaradi omejenega prostora za umik v mesto utrpeli znatne izgube.
11. oktobra je začelo še bolj deževati. Spodkopavanje obzidja je postalo nemogoče in upanje na osvojitev mesta se je vedno bolj odmikalo. Poleg tega  se je Sulejman spopadal s kritičnim pomanjkanjem zalog, predvsem hrane in vode. Svoj davek so začele pobirati tudi bolezni in izčrpanost. Janičarji so postali nezadovoljni s potekom dogodkov in zahtevali odločitev ali nadaljevati obleganje ali ga opustiti. Sultan je 12. oktobra sklical vojni svet, ki je odločil, da bo vojska zaigrala na  "vse ali nič" in izvedla še zadnji velik napad. Vojakom so obljubili dodatne nagrade. Branilci so tudi ta napad uspeli odbiti.
Stanje med napadalci je še poslabšal nepričakovan obilen sneg. Umik osmanske vojske se je pretvoril v katastrofo. Vojska je morala zaradi izjemno slabih vremenskih pogojev  za seboj pustiti velik del opreme in topništva. Veliko vojakov je bilo ujetih.

## Posledice
Nekateri zgodovinarji domnevajo, da Sulejmanov končni napad ni bil namenjen zavzetju mesta, ampak povzročanju čim večje škode in oslabitvi za kasnejši napad. Takšno taktiko je uporabil v Budimu leta 1526. 
Suleiman je leta 1532 načrtoval  še eno kampanjo proti Dunaju. Napad na Dunaj se tokrat ni uresničil, ker ga je med obleganjem Kisega (Güns) ustavil hrvaški stotnik Nikolaj Jurišić s samo 700–800 hrvaškimi vojaki. Obleganje je trajalo dovolj dolgo, da bi lahko osmansko vojsko pred Dunajem ponovno presenetila zima. Cesar Karel V. se je začel dobro zavedati ranljivosti Dunaja in oslabljene države in zbral 80.000 vojakov za spopad z osmanskimi silami. 
Osmanska vojska se je po neuspelem obleganju Kisega začela vračati in na umiku opustošila Avstrijsko Štejersko.  Oba osmanska pohoda proti Dunaju sta v tistem času pomenila skrajni domet logistike obsežne osmanske armade.
Kampanja leta 1529 je dala mešane rezultate. Budim se je vrnil pod oblast osmanskega vazala Ivana Zapolje, s čimer je okrepil osmanski položaj na Ogrskem. Kolateralna škoda, ki jo je pohod povzročil v Kraljevi Ogrski in Avstriji, je zelo zmanjšala Ferdinandovo sposobnost za trajen protinapad. Sulejmanu ni uspelo prisiliti Ferdinanda, da bi se zapletel v odprt boj, zato ni mogel uveljaviti svoje ideološke trditve o premoči nad Habsburžani. Napad na Dunaj je privedel do zbliževanja med Karlom V. in papežem Klemenom VII. ter pripomogel k papeževemu kronanju Karla V. za svetega rimskega cesarja 24. februarja 1530. Osmani so kampanjo predstavili kot velik uspeh in priložnost za uprizoritev slovesnega obreda obrezovanja princev Mustafe, Mehmeda in Selima.
Ferdinand I. je nemškemu najemniku Nikokasu Salmskemu v zahvalo za njegov trud  pri obrambi Dunaja  postavil nagrobni spomenik. Nikolas je preživel obleganje Dunaja, med zadnjim napadom pa je bil ranjen in je 4. maja 1530 umrl. Njegov renesančni sarkofag je na ogled v cerkvi Votivkirche na Dunaju. Ferdinandov sin Maksimilijan II. je na mestu, kjer naj bi stal Sulejmanov šotor, postavil grad Neugebaeude.